# The Elephant 6 Recording Company

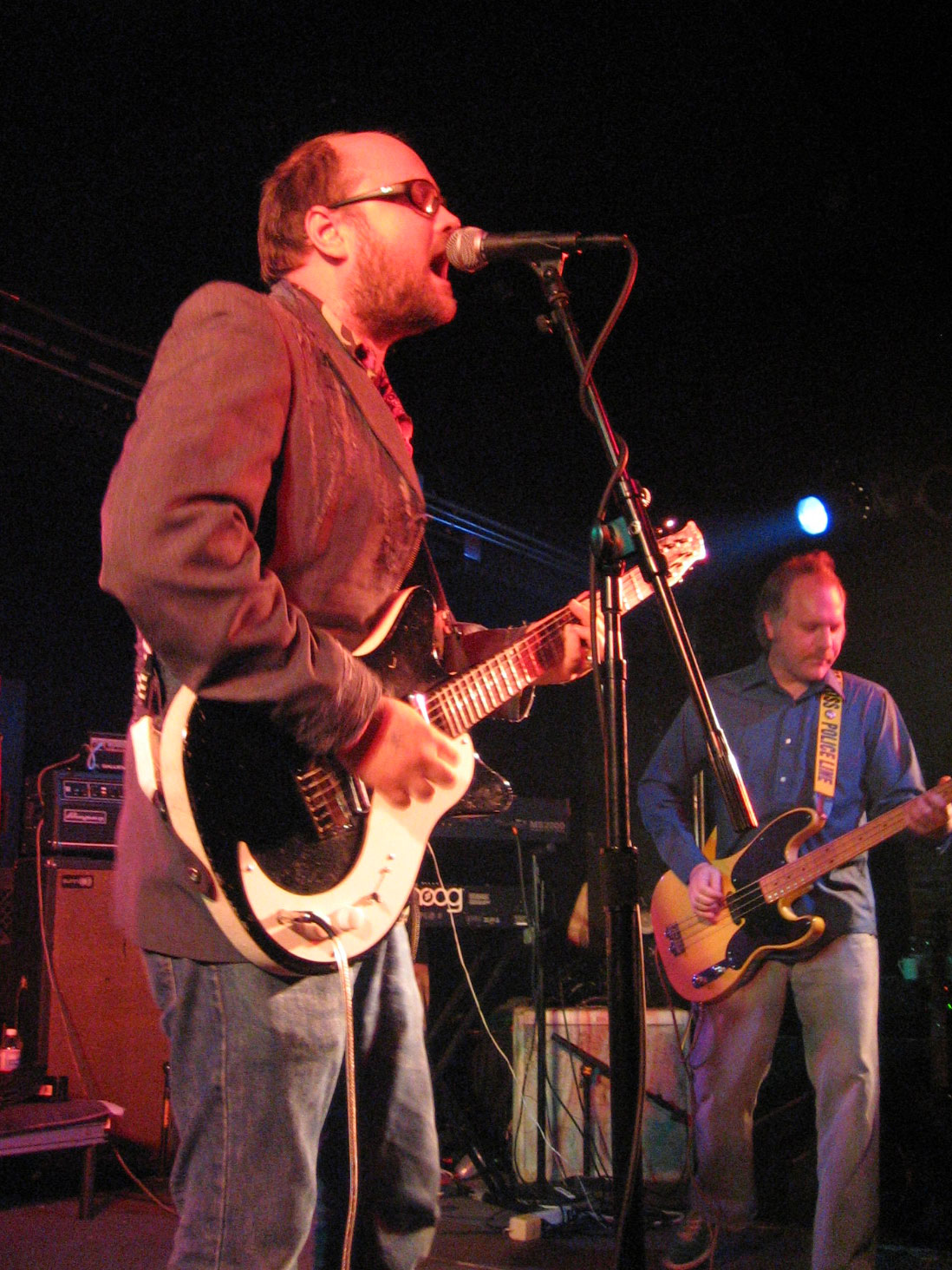
Robert Schneider, un dels fundadors del col·lectiu

The Elephant 6 Recording Company (o simplement Elephant 6) és un col·lectiu estatunidenc de músics que ha engendrat alguns dels grups independents més notables de la dècada dels 90, com The Apples in Stereo, The Olivia Tremor Control, Neutral Milk Hotel i Of Montreal.

## Història

### Fundació
El col·lectiu va ser fundat oficialment a Denver, Colorado (però figuradament a Athens, Georgia) per Robert Schneider, Bill Doss, Will Cullen Hart, i Jeff Mangum, que eren amics de la infància. Tots quatre van créixer fent música i compartint cintes de casset mentre anaven junts a l'institut a Ruston, Louisiana. Van començar moltes bandes i projectes domèstics; Doss i Hart The Olivia Tremor Control (aleshores anomenat Synthetic Flying Machine), Mangum Neutral Milk Hotel i Schneider The Apples in Stereo.
Va ser Schneider qui va crear el segell Elephant 6 quan es va traslladar a Denver, Colorado a finals de 1991 per anar a la Universitat de Colorado a Boulder. Allà, amb els seus nous amics, va fundar The Apples (que més tard van esdevenir The Apples in Stereo). Tidal Wave EP de The Apples, enregistrat l'abril de 1993, va ser el primer llançament d'E6. Doss es va traslladar a Athens on es va unir amb Hart i Mangum a Synthetic Flying Machine, que va esdevenir The Olivia Tremor Control. El seu primer enregistrament, la segona referència d'E6, va ser California Demise.

### Èxit, dissolució i continuació
Molts projectes d'Elephant 6 van començar a tenir èxit comercial a final dels 90, com Beulah, Elf Power, The Music Tapes, i Of Montreal, així com els grups fundadors. A conseqüència d'això, la majoria d'aquests grups van signar per grans discogràfiques; E6 va començar a deteriorar-se lentament com a entitat, fins que el col·lectiu va anunciar-ne la dissolució a causa de la desorganització i les dificultats de gravació el 2002. Els grups del col·lectiu es van traslladar a altres segells i projectes personals. De totes maneres, molts dels integrants dels grups són amics i segueixen fent gires junts. Tot i que la majoria s'han dispersat per tot l'ample dels Estats Units d'Amèrica, molts dels membres del col·lectiu viuen junts a l'Orange Twin Conservation Community a Athens, Georgia. El mantra d'Elephant 6 ha esdevingut un símbol per al cercle d'amics, que comparteixen idees i objectius.
El 2007 The Apples in Stereo van incloure el logo d'Elephant 6 al seu disc New Magnetic Wonder, anunciant que "The Elephant 6 Recording Company reobre les seves portes i finestres i convida el món: uniu-vos als vostres amics i feu alguna cosa especial, alguna cosa amb sentit, alguna cosa per recordar quan sigueu vells". Va ser el primer llançament important en cinc anys que portava el logo d'Elephant Six.